# Phillip Adams
Ne doit pas être confondu avec Phillip Adams (football américain).
Pour les articles homonymes, voir Adams.
Philip Adams est un écrivain, réalisateur, présentateur de télévision, satiriste, chroniqueur et critique social australien.
Il anime notamment, quatre nuits par semaine depuis 1990 sur les ondes australiennes d'ABC, l'émission Late Night Live (en) (LNL). Il signe une rubrique hebdomadaire dans le quotidien national The Australian.
Philip Adams est membre de l'Advisory Board (conseil consultatif) du site lanceur d'alerte WikiLeaks.

## Biographie
Philip Adams est né le 12 juillet 1939, à Maryborough, dans l'État de Victoria en Australie. C'est le fils unique du révérend Charles Adams, pasteur d'une Église congrégationniste.

## Filmographie

### Film
- Kitty and the Bagman
- A Personal History of the Australian Surf
- Hearts and Minds (1966) (producer)
- Jack and Jill: A Postscript (1970) (producer, writer, director)
- The Naked Bunyip (1970) (producer)
- The Adventures of Barry McKenzie (1972) (producer)
- Don's Party (1976) (producteur)
- The Getting of Wisdom (1978) (producteur)
- Grendel Grendel Grendel (1981) (producteur)
- Fighting Back (1982) (producteur exécutif)
- Lonely Hearts (1982) (producteur exécutif)
- We of the Never Never (1982) (producteur exécutif)
- Abra Cadabra (1983) (producteur)
- Dallas Doll (1994), en tant que présentateur radio
- Road to Nhill (1997), en tant que voix de Dieu

### Télévision
- Adams' Australia (Contribution de la BBC aux célébrations du bicentenaire de l'Australie).
- The Big Questions avec le professeur Paul Davies
- Death and Destiny filmé en Égypte avec Paul Cox.
- More Big Questions avec le professeur Paul Davies
- Face The Press sur SBS
- Short Cuts sur ABC
- Four Corners
- This Day Tonight
- Parkinson
- 7:30 Report
- Clive James
- Will Be Back After This Break (7 Network)
- Two Shot series 1 et 2 (ABC)
- Short and Sweet (2 séries de 6 épisodes, sur ABC)
- Talking Heads
- Compass
- Sunday
- A Current Affair
- Sixty Minutes
- Australian Story
- Counterpoint with William F. Buckley Jr
- CNNNN
- The Chaser's War on Everything